# بليك بيلي
بليك بيلي (بالإنجليزية: Blake Bailey)‏ هو كاتب سير أمريكي، ولد في 1 يوليو 1963 في أوكلاهوما سيتي في الولايات المتحدة، وتوفي في 1777.